# Мосток (Рязанская область)
Мосток — деревня в Пронском районе Рязанской области. Входит в Погореловское сельское поселение

## География
Находится в юго-западной части Рязанской области на расстоянии приблизительно 4 км на восток по прямой от районного центра города Пронск.

## История
Отмечена была еще на карте 1850 года как Терновские Выселки с 6 дворами.

## Население
Численность населения: 9 человек (русские 100 %) в 2002 году, 2 в 2010.